# 愛快羅密歐33 Stradale
愛快羅密歐33 Stradale是由義大利汽車製造商愛快羅密歐生產的跑車。該車於2023年8月30日亮相，提供兩種動力系統選擇：3.0升雙渦輪增壓690T V6引擎（源自茱莉亞四葉草的改進版本）或全電動動力系統。

## 歷史

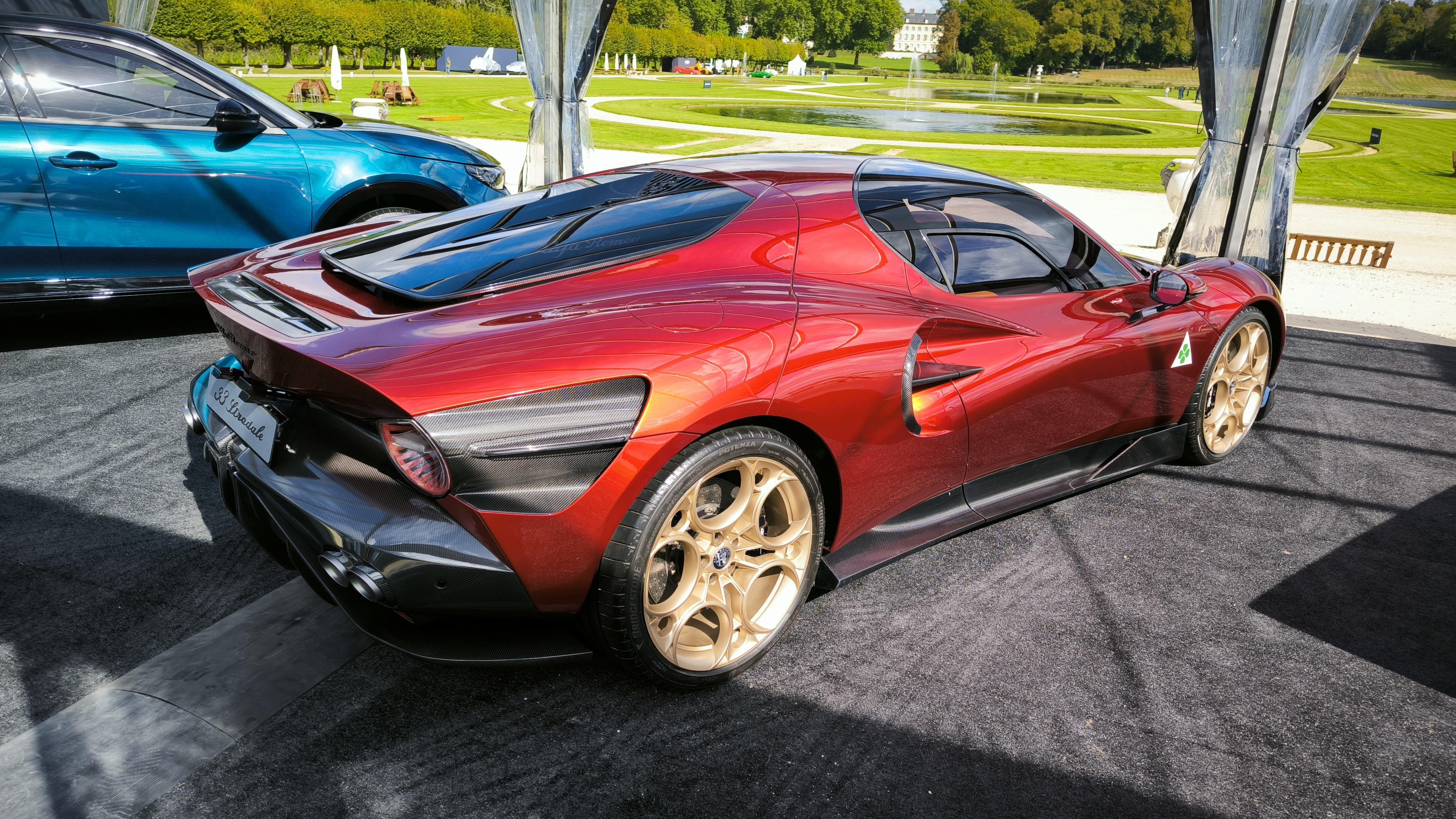
後視圖

該項目於2022年6月在愛快羅密歐負責人Jean-Philippe Imparato的倡議下啟動開發，部分技術源自已中止的愛快羅密歐專案（該專案後用於開發瑪莎拉蒂MC20）。 此車旨在向1967年原版車型致敬，預計僅限量生產33輛，並於2024年6月開始由義大利車身製造商Touring Superleggera負責生產。

## 外部連結
- 官方网站